# TOKYO FASHION EXPRESS
『TOKYO FASHION EXPRESS』（トウキョウ・ファッション・エキスプレス）は、NHKワールドTVで2008年から2019年まで放送されていたファッション情報番組である。2009年2月8日からはNHK BS1でも、2013年4月10日からはEテレ3 （NHK教育テレビのマルチチャンネルの1つ）でも放送を開始した。

## 概要
毎回日本のファッションの魅力を世界に発信する。他にも世界に誇れる日本のクリエイターや企業家、東京の最新トレンド、そして進化する街などを紹介する。

## 歴代MC
- 2010年度：河北麻友子
- 2011年度：アンジェラ・磨紀・バーノン、渋谷亜希
渋谷は同年9月から出演した。以後、年度末までMCダブルキャスト体制で放送した。
- 2012 - 2014年度：渋谷亜希
- 2015年度：マリエ
- 2018年度：ハリー杉山